# Діхтяр Аліна
Алі́на Діхтя́р (нар. 29 липня 1988, Дніпропетровськ) — українська фігуристка. Чемпіонка України. Майстер спорту України міжнародного класу.

## Життєпис
Народилася 29 липня 1988 року у місті Дніпропетровськ. Почала кататись у 1994 році.
Спортивна пара Аліна Діхтяр — Пилип Залевський — чемпіони України серед юніорів (2004/2005). Дворазові призери чемпіонату України (2004—2005). Учасники чемпіонатів світу серед юніорів; учасники чемпіонатів Європи.
Учасниця чемпіонатів світу серед юніорів; учасниця чемпіонатів Європи.
Від 2011-го і станом на 2016 рік — тренерка кіровоградських фігуристів.